# Бейдеман Михайло Степанович
Миха́йло Степа́нович Бейдема́н (*1840 — †17 грудня 1887) — російський революціонер.
Син бессарабського поміщика.
Після закінчення військ, училища 1860 емігрував за кордон. Працював складачем в лондонській друкарні Герцена.
В серпні 1861, коли повертався в Росію, Бейдеман був заарештований на кордоні. При обшуку в нього знайдено рукопис відозви до селян, спрямованої проти самодержавства. За наказом Олександра II він був ув'язнений в Алексєєвському равеліні, де, чекаючи вироку, просидів 20 років в одиночній камері.
Збожеволілого Бейдемана 1881 перевели до Казанської психіатричної лікарні, де через 6 років він помер.